# 1984年夏季残疾人奥林匹克运动会加拿大代表团
1984年夏季残疾人奥林匹克运动会加拿大代表团是加拿大派出的1984年夏季残疾人奥林匹克运动会代表团。获得87枚金牌、82枚银牌和69枚铜牌。